# Cutler (Illinois)
Pour les articles homonymes, voir Cutler.
Cutler est un village situé au sud-ouest du comté de Perry dans l'Illinois, aux États-Unis,. Il est incorporé le 16 mai 1907.

## Démographie
Lors du recensement de 2010, le village comptait une population de 441 habitants. Elle est estimée, en 2016, à 418 habitants.

### Source de la traduction
- (en) Cet article est partiellement ou en totalité issu de l’article de Wikipédia en anglais intitulé « Cutler, Illinois » (voir la liste des auteurs).